# Рассыпное (Ростовская область)
Рассыпное — село в Песчанокопском районе Ростовской области.
Административный центр Рассыпненского сельского поселения.

## География

### Улицы
| - ул. Дальняя, - ул. Жилко, - ул. Западная, - ул. Калинина, - ул. Кирова, - ул. Кооперативная, | - ул. Котовского, - ул. Ленина, - ул. Молодёжная, - ул. Набережная, - ул. Октябрьская, - ул. Первомайская, | - ул. Садовая, - ул. Северная, - ул. Центральная, - ул. Чапаева, - ул. Школьная, - пер. Веселый. |

## Историческая справка
В 1808 году на месте будущего села Рассыпное начали появляться отдельные хутора. Их заселяли выходцы из Полтавской, Черниговской и Воронежской губерний. Хутора находились на небольшом расстоянии друг от друга и постепенно соединились в одно село. Все жители были православными.
В 1862 году они начали строительство церкви в честь святителя Николая. Как утверждают старожилы, это была самая красивая церковь во всей округе: двухэтажная, огороженная кованой изгородью. Основными занятиями селян были земледелие и скотоводство. По ведомости, хранящейся в государственном архиве Ставропольского края, в 1897 году в селе насчитывалось 450 дворов с населением около 3000 человек.
С 1924 года в селе Рассыпном образовываются сельхозартели, бедные крестьяне объединяются и обрабатывают землю.
В 1929 году начинается колхозное строительство, создаются два колхоза «Штейнгардт» и «Коминтерн».
В 1950-е годы принимается постановление об укрупнении мелких колхозов. Колхоз стал называться им. Жданова. В колхозе было: сельхозугодий 11000 га, в том числе орошаемых земель — 1043 га, сады — 100 га. Развивалось животноводство, велось строительство: построены средняя школа, СДК, появились новые улицы Молодёжная и Кооперативная, дом быта, сбербанк, детский сад, понтонная кладка через реку Рассыпная, воздвигнут мемориал погибшим воинам в годы Великой Отечественной войны, высажена декоративная аллея — достопримечательность села Рассыпное. 
Более 40 жителей села — механизаторов и животноводов — награждены высокими правительственными наградами за ударный труд. Жители Рассыпного участвовали в ликвидации аварии на Чернобыльской АЭС, принимали участие в Афганской войне.

## Население
Динамика численности населения
| 1873  | 1909  | 1926  |
| ----- | ----- | ----- |
| 1 637 | 2 946 | 2 852 |

| 1883 | 1884  | 2010  | 2012  | 2013  | 2014 | 2015 |
| ---- | ----- | ----- | ----- | ----- | ---- | ---- |
| 2214 | ↗2293 | ↘1087 | ↘1051 | ↘1006 | ↘944 | ↘921 |
| 2016 | 2017  | 2018  | 2019  | 2020  | 2021 |      |
| ↘904 | ↘897  | ↘871  | ↘837  | ↘825  | ↘809 |      |